# Jacques R. Marquette
Jacques R. Marquette (* 26. Januar 1915 in Brooklyn, New York City; † 12. Juli 1999 in Los Angeles, Kalifornien) war ein US-amerikanischer Kameramann und Filmproduzent.

## Leben
Jacques R. Marquette wurde in New York City geboren. Im Alter von vier Jahren zog die Familie 1919 nach Los Angeles, wo er später seinen Schulabschluss an der Hollywood High School machte. Anschließend arbeitete er als Assistent seines älteren Bruders, der als Nachrichtenkameramann arbeitete. Während des Zweiten Weltkrieges arbeitete er als Kameramann für die United States Air Force. Anschließend nahm er ein Angebot für 69 US-Dollar die Woche zum Techniker bei den Techni color Labs an. Er gründete 1957 mit Marquette Productions seine eigene Produktionsfirma, um Low-Budget-Filme zu produzieren. So debütierte er noch im selben Jahr als hauptverantwortlicher Kameramann für den von Nathan Juran inszenierten Horrorfilm Die Augen des Satans. 1958 drehte er mit Teenage Monster seinen einzigen Film als Regisseur.

## Filmografie (Auswahl)

### Filme
- 1957: Die Augen des Satans (The Brain from Planet Arous)
- 1958: Attack of the 50 Foot Woman
- 1960: Marschbefehl zur Hölle (War Is Hell)
- 1965: Goldtransport durch Arizona (Arizona Raiders)
- 1966: Frankie und Johnny (Frankie and Johnny)
- 1967: Gewehre zum Apachen-Paß (40 Guns to Apache Pass)
- 1969: Immer Ärger mit den Mädchen (The Trouble with Girls)
- 1969: Killer Cain (More Dead Than Alive)
- 1969: Wenn dich der Mörder küßt (Once You Kiss a Stranger...)
- 1970: Auf leisen Sohlen kommt der Tod (Fuzz)
- 1971: Das ungeduldige Herz (The Impatient Heart)
- 1975: FBI – Kampf dem Terror (Attack on Terror: The FBI vs. the Ku Klux Klan)
- 1976: Landhaus der toten Seelen (Burnt Offerings)
- 1977: Die Spur des Skorpions (Nowhere to Hide)
- 1977: Mad Bull – Der Supercatcher (Mad Bull)
- 1977: Stadt der Gewalt (The City)
- 1980: Die Aliens kommen (The Aliens Are Coming)
- 1981: Auf der Suche nach dem kleinen Glück (A Few Days in Weasel Creek)
- 1985: Tödliche Schlagzeilen (Scandal Sheet)
- 1988: Footballstar um jeden Preis (What Price Victory)

### Serien
- 1959–1961: Abenteuer unter Wasser (Sea Hunt, 16 Folgen)
- 1960–1961: Anwalt der Gerechtigkeit (Lock Up, 11 Folgen)
- 1964–1965: Stunde der Entscheidung (Kraft Suspense Theatre, 3 Folgen)
- 1964–1965: Wendy and Me (15 Folgen)
- 1965–1966: The Patty Duke Show (32 Folgen)
- 1966–1968: Süß, aber ein bißchen verrückt (That Girl, 58 Folgen)
- 1972–1975: Die Straßen von San Francisco (The Streets of San Francisco, 61 Folgen)
- 1977–1978: Hawaii Fünf-Null (Hawaii Five-O, 5 Folgen)
- 1980–1981: The Greatest American Hero (20 Folgen)
- 1984: Hardcastle & McCormick (2 Folgen)
- 1985: Spenser (1 Folge)
- 1986: Fackeln im Sturm II (6 Folgen)